# Клеменция Аквитанская
Клеменция Аквитанская (Эрмезинда; 1046/1059 — предположительно 4 января или 9 августа после 1129 года), графиня Лонгви, графиня Глейберга, жена Конрада I Люксембургского (около 1040 — 8 августа 1086), а потом Герхарда I, графа Гельдерна. Полагают, что она была дочерью Гильома VII Аквитанского (1023—1058) и его жены Эрмезинды.

## Упоминания

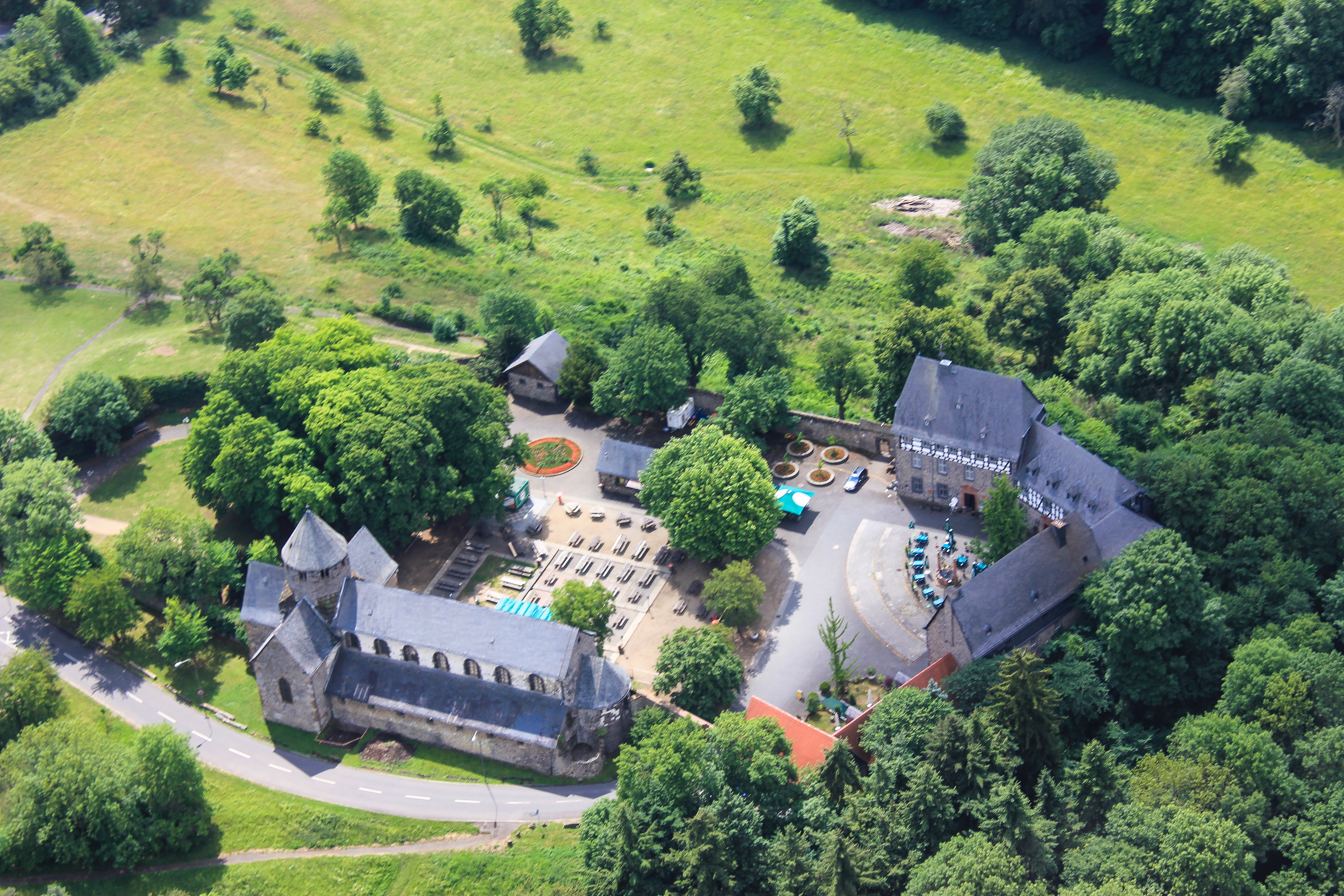
Аббатство Шиффенберг основанное Клеменцией

Альберик из Труа-Фонтен упоминает её как Эрмезинду, графиню Лонгви, жену Конрада Люксембургского, мать Матильды, Эрмезинды и Вильгельма. По другим источникам мать Вильгельма и Эрмезинды известна как Клеменция. В 1129 году Клеменция основала аббатство Шиффенберг. С основанием монастыря связано несколько документов, в которых упомнинается Клеменция. Часть из них считаются в какой-то мере сфальсифицированными, так что не все исследователи доверяют информации, которая в них содержится. Согласно им Клеменция в 1129 году носила титул графини Глейберга и была вдовой (или женой) графа Гельдерна Герхарда I. В этих документах Клеменция упоминается и позднее 1129, в частности, есть документ датированный 1141 годом, но кажется сомнительным, что Клеменция могла дожить до такой даты.

## Происхождение

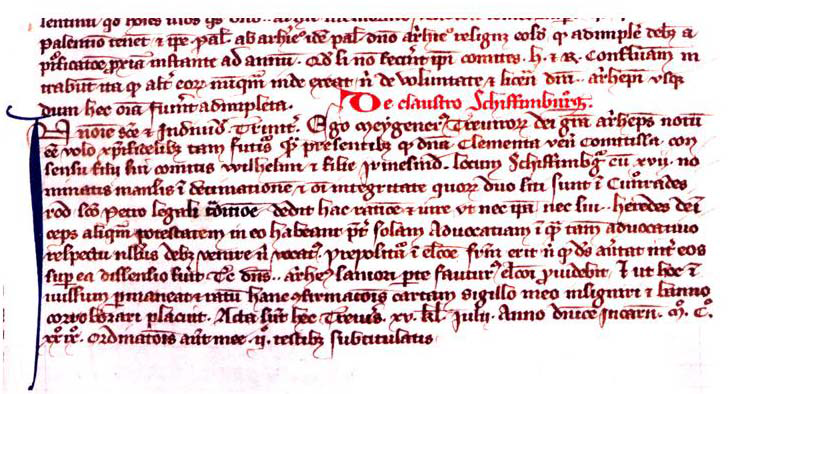
Копия XIV века грамоты про основание монастыря Шиффенбург в 1129 году графиней Клеменцией с согласия её детей Вильгельма и Эрмезинды

Общепринятая версия о происхождении Клеменции базируется на следующих свидетельствах:
- Сообщении Альберика из Труа-Фонтен, о том что женой Конрада Люксембургского и матерью его детей была Эрмезинда, графиня Лонгви,
- Документах Конрада Люксембургского, в которых упоминается его жена Клеменция,
- Документе 1088 года Регины фон Ольтинген, племянницы Конрада, дочери его сестры и графа Куно фон Ольтинген, сведения которого можно интерпретировать так, что Конрад был зятем графа Пуату,
- Документе 1129 года про основание монастыря Шиффенберг, где некая графиня Клеменция названа матерью Вильгельма и Эрмезинды.

Если их суммировать, то получится, что женой Конрада была Клеменция-Эрмезинда, графиня Лонгви, дочь графа Пуату. Из хронологических соображений отцом Клеменции должен быть один из сыновей Гильома V. Наиболее удачной кандидатурой на эту роль является Гильом VII. Происхождение его жены Эрмезинды неустановлено, но можно допустить, что она происходит из рода герцогов Лотарингских, а Лонгви было её приданым, что объяснит, каким образом 
Лонгви оказалось принадлежащим графу Пуату.

## Семья и дети
Около 1065 года Клеменция вышла замуж за Конрада I Люксембургского. Дети:
- Матильда, муж: Готфрид III, граф в Блисгау (умер после 1098),
- Генрих (умер в 1096), граф Люксембурга (1086—1096),
- Рудольф (умер в 1099), аббат монастыря Сен-Ван в Вердене (1075—1099),
- Конрад (умер после 1090),
- Адальберон (убит в начале 1098 в Антиохии), архидиакон в Мецском соборе,
- Эрмезинда (умерла в 1141), наследница Лонгви и Люксембурга после смерти её племянника Конрада II,
- Вильгельм (умер 1129/1131), граф Люксембурга (1096—1129/1131).

Возможно, что не все дети Конрада I были от Клеменции (точно известно, что таковыми были Эрмезинда и Вильгельм), тогда свадьба могла состояться позже. После смерти Конрада I Клеменция вышла замуж за Герхарда I, графа Гельдерна.
Возможно, что у неё было двое детей от Герхарда:
- Юдит (около 1090 — 1151) — графиня Вассенберг, с примерно 1107/1110 жена графа Валерана II Лимбургского (ум.1139).
- Герхард II Высокий, граф Гельдерна.

Кроме них у Герхарда была дочь Иоланда, обычно считают, что она родилась от первой жены Герхарда. Иначе получается, что Бодуэн IV, граф Эно, и Аликс Намюрская, сочетавшиеся браком, являются внуками Клеменции. Такой союз запрещался церковью, но некоторые исследователи настаивают на том, что Иоланда была дочерью Клеменции: 
- Иоланда, жена Бодуэна II графа Эно (ум.1120), затем — Годфруа, бургграфа Валансьена,